# Siamesiska döttrar
Siamesiska döttrar (originaltitel "Siamin tytöt") var en finsk TV-serie i sex delar för ungdomar. Den sändes på Yle TV1, samt i svenska TV2 på torsdagar kl 19:30 under perioden 6 september–11 oktober 2001.
Serien skildrar en grupp lajvande finska ungdomar.

## Rollista
- Elina Aalto – Ulla / Untua Usvamieli / Usma Unetar
- Pinja Hahtola – Maaret / Meryt / Salixin Mare
- Jaska Raatikainen – Rauli / Radomir / rave
- Ville Kuitunen – Jonne / Javelot
- Teemu Palosaari – Ilari / Irju Idarta
- Elsa Saisio – Senja / Soima Sorikontytär
- Reino Nordin – Petri / Penes
- Janne Bergholm – Karri / Kaune
- Marja Salo – Kaisa / Kensti
- Aki Hakala – Niko / Nardus Navea
- Arttu Kapulainen - Konsta / Kumo Kerinpika
- Ilona Nevalainen
- Mervi Takatalo
- Matias Taivainen
- Tuomas Tulikorpi

Som statister deltar bland annat ungdomar från en finsk rollspelsförening. 